# Mariporrón
El Mariporrón fue un festival de música ska y reggae que se celebró anualmente entre 1998 y 2005 en la pequeña localidad riojana de Tormantos (España). Nació como una propuesta de los jóvenes de la localidad para animar las fiestas patronales. Cada año conseguía convocar a más gente venida de todo el país
Los conciertos eran de acceso gratuito y se celebraban en un frontón cubierto junto a una explanada. En sus intermedios había animaciones como espectáculos de fuego o batucadas. Contaba con zona de acampada gratuita. 
Al realizarse sin ánimo de lucro los organizadores se veían apurados para conseguir cada año buenos conciertos sin tener que cobrar entrada.

## Controversia
A lo largo de su historia el Mariporrón se tuvo que enfrentar a críticas de quienes lo acusaban de fomentar el consumo de drogas. Los controles de estupefacientes en las carreteras de acceso eran muy habituales y ninguna institución apoyó la iniciativa mediante subvenciones.
Los primeros años los vecinos del pueblo acogían a los visitantes con los brazos abiertos, mostrando su apoyo al mayor evento social del año en la localidad. Con el tiempo la actitud irresponsable de unos pocos (provocando daños en huertos, árboles, etc.) fue minando la confianza de los vecinos,

## Ediciones

### 1998
13 de agosto.
Sábado: RDT, Skalariak y Potato

### 1999
13 de agosto.
Sábado: Jah'sta, Ke no falte y Skarface

### 2000
El primero con acampada. 11 y 12 de agosto.
Viernes: Komando Moriles, Dr. Calypso y Marians
Sábado: Ke rule, Discípulos de Otilia y Macaco

### 2001
10 y 11 de agosto.
Viernes: Perdidos, Potato, Los de Otilia y Laurel Aitken - Skarlatines
 Sábado: Bush Doctors, Discípulos de Otilia, La Thorpe Brass y Skarface

### 2002
9 y 10 de agosto.
Viernes: The Tos-Tones, Starlites, Skabeche Riber Band y Eskorzo
Sábado: Arawak, Radio mundo, Begoña Bang Matu & the Kingstone Orchesta y Spook and the Guay
Animación a cargo del grupo de batucada Samba Da Rua.

### 2003
8 y 9 de agosto.
Viernes: Les Caméléons, Dr. Calypso y Costo rico
Sábado: Eskorzo, Radio Raheem y Yaruba Yam
Animación a cargo de Os Diaples d´a Uerba (espectáculo de fuego), Samba da rúa (percusión brasileña) y Dou sambe (percusión africana). Actuaciones de DJ's, mercadillo hippie, etc.

### 2004
13 y 14 de agosto.
Viernes: Bad Manners, Django FM y Discípulos de Otilia
Sábado: Big Mama, Burman Flash y Sonora D'Jembe
Animación a cargo de Samba da rúa. Muestras de Grafitis, actuaciones de DJ's, mercadillo hippie.

### 2005
11, 12 y 13 de agosto.
Jueves: Momboo Sound System y Skamados
Viernes: Babylon circus, Ministers y Son de nadie
Sábado: Manimal, La contra del bando y Meli & The Xavalins

### 2006
No celebrado.

### 2016
Mariporron revival. Salud, paz y baile.